# Diccionario ideológico de la lengua española

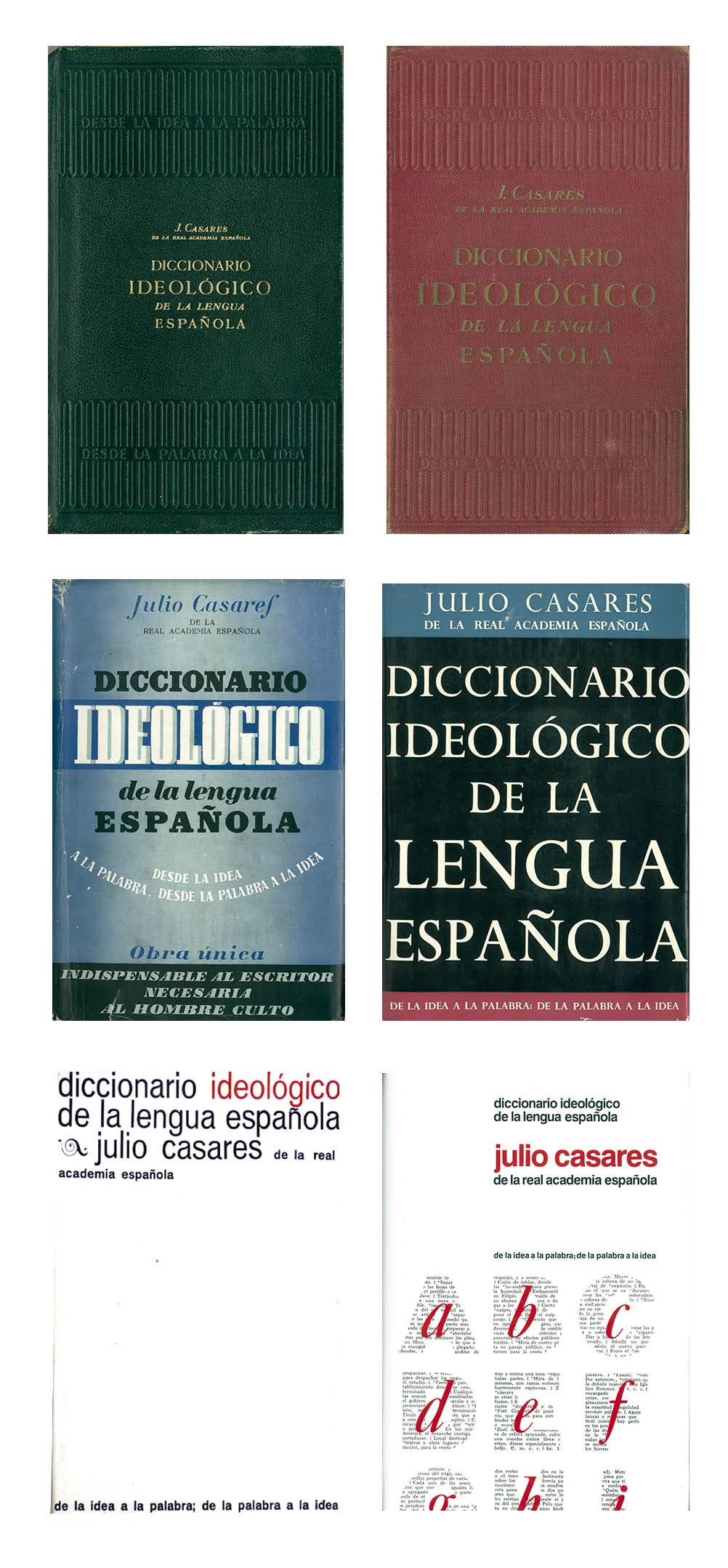

El Diccionario ideológico de la lengua española es la obra magna del lexicógrafo Julio Casares, publicada por vez primera en 1942 y en la que el académico español compiló durante cinco lustros de minucioso trabajo un inventario sistemático del léxico español. Se trata de una obra sin parangón en la lengua española, todavía no superada, que solo cuenta con el precedente en otras lenguas del Thesaurus de Peter Mark Roget en inglés (1852) y de Boissière en francés (1862). A la inversa de los diccionarios convencionales, el diccionario ideológico permite obtener la palabra a partir de su definición.

## Estructura

### Presentación
1. "Advertencia preliminar" donde se informa al lector de la ampliación de los vocablos recogidos en el diccionario con respecto a los recogidos en la edición anterior y en donde Casares agradece su trabajo a la editorial Don Gustavo Gili.
2. "Prólogo" en el que Casares justifica sus intenciones lexicográficas remitiendo a su obra Nuevo concepto del diccionario de la lengua y otros problemas de lexicografía y gramática (1941), una obra que deriva de su discurso de ingreso a la RAE, donde se engendra ya la base teórica del diccionario ideológico como nuevo género lexicográfico.
3. "Plan de la obra e instrucciones para su manejo" donde se describe la finalidad de la obra, se detallan los criterios metodológicos seguidos para su elaboración y se pormenoriza en las tres partes del diccionario en cuestión: la sinóptica, la analógica y la alfabética.
4. "Abreviaturas empleadas", que se presentan en listado de forma alfabética.

### Parte sinóptica
Por un lado, esta parte incluye un esquema de la clasificación ideológica del diccionario, es decir, esquematiza los grupos y las categorías y subcategorías bajo las cuales se ha organizado el vocabulario. Por otro lado, desarrolla 38 cuadros sinópticos, que se corresponden con las 38 grandes categorías de la clasificación, acumulando en cada uno de ellos palabras conceptualmente afines entre ellas por supeditarse a una misma noción rectora.

### Parte analógica
Esta parte traslada las voces reunidas en los cuadros sinópticos anteriores a enunciados que se desarrollan en muchas más palabras y expresiones. Este desarrollo se hace siguiendo siempre el mismo orden en aparición de categorías gramaticales: primero los sustantivos, luego los verbos, los adjetivos, los adverbios, las preposiciones  y las interjecciones. A su vez, los sustantivos se inician con los sinonímicos y siguen con los aumentativos, los diminutivos, los posesivos, los colectivos, los partitivos y, finalmente, los que denotan acción o efecto verbal. Por su lado, los verbos se organizan en transitivos, intransitivos, reflexivos, verbos que exigen sujeto humano o animal..., y los adjetivos se agrupan separadamente según se refieran al sujeto o al objeto verbal. 
En esta parte tiene gran relevancia el procedimiento de llamadas de grupos, que consiste en el señalado en negrita de aquellas voces que forman parte del desarrollo de un grupo analógico concreto pero que son, a su vez, rectoras de otro grupo. De esta manera se invita al lector a saltar de un grupo conceptual a otro, como si éstos fueran universos laterales.

### Parte alfabética
En esta parte, más parecida a un diccionario de la lengua convencional, se explican las acepciones de cada palabra, que, mediante un asterisco, remite siempre a uno o más grupos de la parte analógica donde esta palabra se encontrará en medio de otras conceptualmente parecidas. También en la parte alfabética se explican las acepciones de cada palabra y se explican locuciones, modismos, frases y proverbios.  Para Casares una locución es "una combinación estable de dos o más términos, que funciona como elemento oracional y cuyo sentido unitario consabido no se justifica, sin más, como una suma del significado normal de los componentes", como por ejemplo noche toledana. Existen dos tipos: locuciones significantes, dotadas de significación y que pueden subdividirse en sustantivas, equivalentes a un nombre [entre las que podemos distinguir las denominativas, que sirven para nombrar una persona, animal o cosa( tren correo; niño gótico); singulares, equivalentes a un nombre propio (el perro del hortelano); infinitivas (coser y cantar)]; adjetivas, equivalentes a un adjetivo (una mujer de rompe y rasga); verbales, compuestas de un verbo que, asimilando su complemento directo o preposicional, forma un predicado complejo (poner de vuelta y media, 'insultar'); participiales, introducidas generalmente con hecho (hecho un brazo de mar); adverbiales (llamadas tradicionalmente modos adverbiales) equivalentes a un adverbio (a deshora; ni por esas; en efecto); pronominales (cada quisque); exclamativas (¡ancha es Castilla!); el segundo tipo es el de las locuciones conexivas, que sirven como nexo gramatical, y pueden ser conjuntivas o tradicionalmente modos conjuntivos (con tal que) y prepositivas (en pos de). Frase proverbial es "Una entidad léxica autónoma que no se sometería sin violencia a servir de elemento sintáctico en el esquema de la oración... Es siempre algo que se dijo o se escribió, y su uso en la lengua tiene el carácter de una cita, de una recordación, de algo que se trae a cuento ante una situación que en algún modo se asemeja a la que dio origen al dicho. Su valor expresivo no está en las imágenes que puede contener, cosa que es esencial en las locuciones significantes, sino en el paralelismo que se establece entre el momento actual y otro pretérito, evocado con determinadas palabras" (contigo pan y cebolla). El refrán es por el contrario "una frase completa e independiente, que en sentido directo o alegórico y por lo general en forma sentenciosa y elíptica, expresa un pensamiento -hecho de experiencia, enseñanza, admonición, etc.- a manera de juicio, en el que se relacionan por lo menos dos ideas". En la mayoría de los casos las dos ideas están expresas (a quien madruga Dios le ayuda). Por último, un modismo es para él la frase hecha que necesita un resorte, algo para aparecer: "Se trata de un término surgido ocasionalmente, como tantos ismos contemporáneos suyos, no creado con designio concreto y que, al ser confrontado e integrado con criterio científico, resulta irresponsable e inservible." (como no digan dueñas o como pez en el agua).

## "El Casares" Historia de un diccionario (1915 - 1942) por Philippe Castellano
El análisis de la correspondencia de Julio Casares con su editor Gustau Gili Roig permite reconstruir las etapas esenciales de la génesis y de la realización material del Diccionario ideológico de la lengua española. Estas cartas indican en particular la deuda que tiene este diccionario con el sistema de «Clasificación Decimal Universal» y con la Comisión Internacional de Cooperación Intelectual instalada por la Sociedad de las Naciones en la que Julio Casares era delegado representante de España.
Este epistolario permite también definir el papel fundamental del editor Gustau Gili Roig en el acompañamiento de la labor de Julio Casares y de sus colaboradores así como en las decisiones que afectan la tipografía y que harán de este diccionario una de las realizaciones más importantes de la lexicografía española.

### Conclusiones del autor
La gestación de una obra lexicográfica original y novedosa, como lo fue el Diccionario ideológico para el idioma castellano, es un proceso largo; esta duración se explica en parte por las circunstancias históricas, con la pérdida de documentos y la interrupción del trabajo de corrección de galeradas que supuso la Guerra Civil, pero también porque se trata de una realización individual. En sus cartas Julio Casares evoca raramente a sus colaboradores y no parece que les haya otorgado ninguna iniciativa; sólo debían de cumplir tareas rutinarias como redactar fichas a partir del Diccionario de la RAE o comprobar la correlación entre la parte analógica y la parte alfabética. Esta aparente fragilidad de un proyecto individual puede transformarse en ventaja en las circunstancias excepcionales de la Guerra Civil: al salvarse el autor se salva el proyecto de diccionario. Este modelo de trabajo (casi) individual explica igualmente que, como para numerosos lexicógrafos de ese periodo histórico, ésta sea una obra de madurez que significó una preocupación cotidiana durante la mayor parte de una vida profesional.[67] Por lo que se ha podido colegir, esta situación no fue elegida por Julio Casares que hubiera preferido convencer a los académicos para que lo acompañaran en la redacción de su diccionario.

La publicación del Diccionario ideológico constituye igualmente la culminación de la trayectoria profesional del editor que fallece poco tiempo después, en 1945, porque esta obra lexicográfica señala la voluntad de mirar hacia el futuro de la empresa, dotando el catálogo de un producto de innovación (nuevo concepto de diccionario y maquetación original de las páginas), indispensable para afianzar el sello de una editorial generalista como lo era entonces la Editorial Gustavo Gili. Para un editor de principios del siglo XX como Gustau Gili Roig, con un catálogo indiferenciado que se compone de obras de religión, de literatura, de arte, de manuales técnicos y de obras científicas, es ruda la competencia con las otras grandes editoriales de Barcelona de idénticas características como lo son Montaner y Simón, Espasa, Salvat, Seguí o Sopena, porque la imagen de cada una de estas editoriales está asociada con la de un diccionario o de una enciclopedia. La visibilidad de una editorial exige en esa época una obra lexicográfica importante en el catálogo para acompañar los otros títulos, pero mantener una plantilla de redactores y contratar a numerosos colaboradores para redactar una nueva enciclopedia de venta incierta, ya que el mercado ha sido ocupado por las publicaciones de sus colegas editores, es una opción arriesgada. Queda la posibilidad de ocupar un nicho hasta entonces desatendido de la lexicografía española: un diccionario de ideas afines, también llamado ideológico. La incomprensión que se instala entre el académico Julio Casares, deseoso de ofrecer una obra novedosa y perfecta en su contenido y realización, y el editor Saturnino Calleja, preocupado por el coste de una inversión a largo plazo que considera de beneficio incierto, le ofrece a Gustau Gili Roig la posibilidad de asociar el nombre de su editorial con una realización lexicográfica original en un mercado de diccionarios alfabéticos ya bastante surtido ; el futuro de la obra confirmará lo acertado de su decisión.[68]

A primera vista, se podría decir que el Diccionario ideológico, este producto lexicográfico capital para el idioma castellano, se ha construido al margen de las instituciones oficiales, pero es innegable la importancia que tuvo el trabajo de Julio Casares en la RAE, primero como académico y luego como secretario perpetuo y, sobre todo, su cargo de delegado de España en la SdN. Este puesto le permitió, con los viajes regulares a Ginebra, estar en contacto con los pensadores y los organismos internacionales que, después de la Primera Guerra Mundial, ponían en práctica el cambio fundamental aportado por la CDU para organizar y facilitar la consulta de todo tipo de informes. Además, como todos los editores de obras lexicográficas redactadas por académicos, Gustau Gili Roig, aunque no quiere depender de la RAE para la difusión de la obra, utiliza sin embargo en la publicidad destinada a presentar la primera edición del Diccionario ideológico el respaldo del prestigio institucional que ofrecía el cargo de secretario perpetuo de la RAE, al que fue elegido Julio Casares en 1936, como un sello de garantía para ganar la confianza del público.
En la reconstrucción del proceso de realización del Diccionario ideológico es interesante ver la relación que se establece entre autor y editor; la confianza mutua permanece constante y Gustau Gili Roig nunca le reprocha a Julio Casares la tardanza en la redacción del manuscrito que hubiera debido entregar, según el primer contrato firmado entre ambos, en 1928. Esta confianza explica también la actitud de Julio Casares que se remite enteramente a Gustau Gili Roig para elegir tipos de letras, amplitud de los márgenes, diseño y maquetación. En efecto, el nuevo concepto de diccionario que Julio Casares quiere realizar no sólo es una opción lexicográfica original para presentar el léxico del idioma castellano sino que esta tentativa va acompañada de una preocupación constante por la legibilidad final de cada una de las tres partes constitutivas ; por eso el papel del editor Gustau Gili Roig es fundamental en este proceso de creación. Además de su participación activa en la gestación del Diccionario ideológico, Gustau Gili Roig acumula otras responsabilidades como la creación de talleres gráficos en los que podrá dirigir la composición, elegir el tipo de papel, controlar la calidad y el ritmo de impresión. Su preocupación como empresario es también reducir el coste y eso se nota cuando busca el número ideal de pliegos para ajustarse al formato y al número de páginas. También, muy rápidamente, trata de evaluar el mercado de lectores potenciales para ajustar la tirada de la primera edición porque si Gustau Gili Roig, a diferencia de Saturnino Calleja, toma el riesgo económico de financiar la labor de Julio Casares, quiere estar seguro de vender la totalidad de la primera tirada. De modo que el Diccionario ideológico va siendo el ejemplo de estas obras en las que el editor, desde el contrato inicial hasta la difusión final, es un elemento realmente fundamental en la existencia y en la forma material del libro presentado a los lectores y justifica los términos empleados por Julio Casares en sus cartas al editor : «nuestra obra […] que hemos emprendido…» Esta tonalidad se mantiene en el Prólogo de la obra cuando califica a Gustau Gili Roig de «editor ideal».
Gracias a su voluntad, o a su tenacidad,[69] Julio Casares y Gustau Gili Roig logran, a pesar de numerosos obstáculos de diversa índole (crisis económica de 1929-1930, cambio de régimen de 1931, Guerra Civil de 1936-1939), llevar a cabo el proyecto editorial del Diccionario ideológico. Esta realización, que parece tan genuinamente hispánica, sólo se puede entender, paradójicamente, si se toma en cuenta la dimensión internacional de sus respectivos quehaceres de diplomático y de editor. En su correspondencia aparecen los viajes constantes por Europa : por participar en las sesiones de la SdN en Ginebra, que le permiten a Julio Casares comprobar las ventajas de la CDU, o bien con vistas a comprar derechos de traducción de obras científicas, técnicas, literarias, e informarse de las últimas novedades en las técnicas tipográficas para Gustau Gili Roig que también viaja por América, para buscar cómo se puede mejorar la distribución y difusión de libros españoles en el continente frente a la dominación de las editoriales francesas. Finalmente, tanto en el concepto lexicológico de diccionario de ideas afines como en la realización material del Diccionario ideológico, el mundo del Libro europeo funciona para Julio Casares y Gustau Gili Roig como un incentivo y un modelo con el que tratan de equiparar su propia producción editorial.
Philippe Castellano
Université Rennes 2